# ヴァルガー
「ヴァルガー」（Vulgar）はイギリスの歌手サム・スミスとアメリカの歌手マドンナが録音した曲で、2023年6月9日にシングルとして発売された。スミスとマドンナはイリヤ・サルマンサデー、ライアン・テダー、オマー・フェディ、ヘンリー・ウォルター、ジェームス・ネーピアとともに曲を書いた。

## 背景とリリース
サム・スミスは2023年1月に4枚目のアルバム『グロリア』を発売した。アルバムには多数のシングルが収録され、その中にはチャート首位を記録した2022年のシングル「アンホーリー」も含まれていた。スミスとキム・ペトラスは2023年2月5日に行われた第65回グラミー賞でマドンナによる紹介を受けて「アンホーリー」を披露した。紹介の際マドンナはスピーチの中で「私は道を切り拓き非難に耐えてきた多くの反逆者達に感謝を伝えるためにここにいる。ここにいるトラブルメーカーのあなた達へ知ってほしいのはあなたの恐れを知らぬ精神は人に気づかれている。あなたは見られ、聞かれ、そして評価される」と語った。「アンホーリー」は最優秀ポップ/デュオ・パフォーマンス部門を受賞した。授賞式の翌日にスミスはマドンナとともに「ヴァルガー」をレコーディングした、スミスはその経験を「創造して、書き上げて、表現した素晴らしい夜」と語った。
スミスは5月24日にマドンナとのコラボレーションを予告した、公開されたビデオの中でスミスは「マンチェスター、今晩サプライズがある。「アンホーリー」は最後の曲じゃない…。」と語った。しかしマンチェスターのショウはキャンセルされ、曲のお披露目は無くなってしまったが、予告はその後も続けられた。同月、マドンナは曲のジャケット写真を公開、そのジャケットは二人の体が黒と白のコルセットできつく締め上げられたもので、その下には互いのイニシャルが「S&M」と表記されている。スミスによると彼らと曲の共作者達は曲の録音の為にグラミー授賞式の次の日にはスタジオに向かったと語った。サムはこの曲を「とても特別なもの」だと語り、「私と女王、そして私が知る中で最も才能に溢れた人達がこの曲を作り上げた。この創作意欲はとても純粋でそのエナジーは確かに生きていた」と続けた。Apple Music 1でのゼイン・ロウとの対談の中でスミスは「ヴァルガー」を「私が関わった中でも最もエキサイティングな曲の一つ」だとした。
ローリング・ストーン、アメリカン・ソングライターズ、ニューヨーク・デイリーニュース、ミュージック、メトロ・ウィークリーといった様々な出版誌はこの曲を「高く評価」もしくは「とても期待された」曲だとみなし、そんな中で「ヴァルガー」は6月9日に発売された。リリースにあたってビルボードが行った「読者が選ぶ好きな今週の新曲」の投票を制した。

## 作曲
曲の断片的な部分において、iHeartRadioのレベッカ・ゴンザレスは「曲はヴォーギングの為に作られたボールカルチャーのジャンルから多大な影響を受けたように聞こえる」と評した。曲はダンス・パーティー・アンセムかクラブに対応した曲として形容される。曲には中東のストリングスが取り入れられており、エレクトロの要素も含まれている。
曲には語りが取り入れられており、Exclaim! Sydney Brasilとガーディアンのアレクシス・ペトロディスはコーラスが無いことを挙げている。ニューヨーク・デイリー・ニュースのムリ・アスンカオによれば曲のテーマとしては物議を醸すような態度への容認であり、セクシーや自由である事や自分を表現する事、「ヘイター達が何と言おうが自分がやりたい事をやる事の重要性」が歌われている。いくつかの批評家は歌詞の中にマドンナの「イントゥ・ザ・グルーヴ」が取り入れられている事に着目した。曲の中に「ビッチ・アイム・マドンナ」との関連性を見出す者もいれば、「アンホーリー」の流れに沿ってると考える者もいた。

## 批評
NMEへの寄稿でリバティ・ドュンワースは曲を「官能的な一曲」だとした。アウトのメイ・ルーダーも曲を「セクシーな曲」として、「ヘヴィなビートは深夜2時のゲイ・クラブで体をくねらせるのに完璧」だとも付け加えた。スラント・マガジンのサル・チンクェマーニは「ふしだらで、キャンピーで、華々しいほどに自己認識に満ちている」として「慣習に逆らうような曲」だとも評し、それらは大量消費されるために磨かれたものでないとした。エンタテインメント・ウィークリーのジョーイ・ノルフィーは「美味しいバンガー」だと評し、「マドンナは彼女達を非難してくる人達に向けて厳しい警告を持った歌詞とともにイケてて卑猥な宣言を則っている」とした。アティチュードのジェイミー・タブラーは5つの内3つ星を曲に付け、「驚くほどに抵抗を宣言している」とした。アメリカン・ソングライターズのティファニー・ゴールドステインは「大胆で勇敢なアンセム」と評した。コンシークエンスのサーバンテ・ポープは「ヴァルガーは必要以上に下品とは思わない、むしろアーティスト達はエンパワーメントや敬われる事への要望を強く主張している」と評した 。ポープの意見と似たものとしてミュージックのメリー・ヴァーヴァリスは「期待するほどセクシャルで露骨ではないだろう（中略）確かに使っている言葉はそうかもしれないが」と語った。ガーディアンのアレクシス・ペトリディスは「アウトレイジな事をいつもの感じで試みただけ」として5つ星の内2つしか与えなかった。
エコノミック・タイムズは「興奮と才気に溢れた」コラボレーションは互いの優れた官能的な部分を引き出していると評した。似た意見としてメトロ・ウィークリーのヒュー・マクインタイルは「互いにとって著名となっているその大胆さを引き出している」として「期待を裏切ってないことは否定できない」とした。続けて「どちらのアーティストの有名な曲とも肩を並べるほどにはいたっていない」として両者の物凄い才能を考えれば少々がっかりするとも述べた。

## ミュージック・ビデオ
曲のリリースに付随して、サム・スミスは「ヴァルガー」のヴィジュアライザーをYouTubeチャンネルにアップロードした。

## リリース日一覧
| 地域     | 日付         | フォーマット                          | レーベル             |        |
| -------- | ------------ | ------------------------------------- | -------------------- | ------ |
| 全世界   | 2023年6月9日 | デジタル・ダウンロード ストリーミング | キャピトル・レコード | [ 32 ] |
| イタリア | 2023年6月9日 | エアプレイ                            | ユニバーサル         | [ 33 ] |